# Прапор Зарічненського району
Пра́пор Зарі́чненського райо́ну був затверджений 30 травня 2011 року рішенням №78.
Автор проекту — А. Гречило (з урахуванням побажань районної ради).

## Опис прапора
Прапор району — прямокутне полотнище. На прапорі золоте вістря у перев’яз зліва, верхнє поле — синє, нижнє поле — зелене. На верхньому синьому полі — щит герба району.

## Значення символіки
Синій колір означає річки та озера Зарічненщини, зелений символізує багаті лісові ресурси та Поліський регіон, а жовтий (золотий) підкреслює сільськогосподарську специфіку району.